# جوناثان غوزمان
جوناثان غوزمان (17 يوليو 1989 في جمهورية الدومينيكان - ) هو ملاكم دومينيكاني، صنّف ضمن فئة وزن البانتام السوبر ‏ ووزن البانتام ‏.

## إحصائيات
خاض خلال مسيرته 24 نزالا، فاز في 22 وخسر في 1. فاز بالضربة القاضية في 22 نزالا.

## روابط خارجية
- جوناثان غوزمان على موقع بوكس ريك (الإنجليزية) (registration required)